# Aide publique au développement
Pour les articles homonymes, voir APD.
L'aide publique au développement (APD) comprend, selon la définition du Comité d'aide au développement (CAD) de l'OCDE, les dons et les prêts préférentiels prévus au budget et transférés des pays développés vers les pays en voie de développement. Il est toutefois à noter que depuis le premier choc pétrolier, certains pays producteurs de pétrole, essentiellement arabes, ont établi leur propre politique d'aide publique au développement, par exemple en direction de l'Afrique, ce qui constitue donc un flux d'aide sud-sud,.

## Définitions et objectifs

### Définition économique
Par aide publique au développement (ou APD), on entend l'ensemble des aides financières, prévues au budget de l'État, et transférées aux pays en voie de développement.
L'aide publique au développement est née lors de la décolonisation, dans le but de préserver l'influence des anciennes métropoles dans le contexte géopolitique de la guerre froide.
L'objectif devrait être un rééquilibrage des niveaux de développement respectifs. Théoriquement, ces flux financiers devraient donc être orientés vers la mise en place de projets concrets et durables, infrastructures essentielles, actions de lutte contre la faim, santé, éducation, etc. L'APD a pu être qualifiée d'« investissement pour l'avenir » pour les pays riches, permettant d'ouvrir de nouveaux marchés en réduisant la pauvreté et en promouvant le développement durable, et de « poursuite de la politique extérieure » des grandes puissances, mettant en avant une image généreuse d'eux-mêmes.

### Objectifs du millénaire pour le développement
En 2000, l'Organisation des Nations unies a précisé le sens et les objectifs de l'aide publique au développement.
Au nombre de huit, les Objectifs du millénaire consistent surtout à parvenir à réduire de moitié la pauvreté dans le monde entre 2000 et 2015 :
1. Réduire l'extrême pauvreté et la faim de moitié.
2. Assurer l'éducation primaire pour tous.
3. Promouvoir l'égalité des sexes et l'autonomisation des femmes.
4. Réduire la mortalité infantile.
5. Améliorer la santé maternelle.
6. Combattre le sida, le paludisme et les autres épidémies.
7. Assurer un environnement durable.
8. Partenariat pour le développement.

## Données statistiques

### Montant global
En 2014, le montant total de l'APD mondial s'élevait à 135,2 milliards de dollars US, soit une baisse, compte tenu de l'inflation et de l'évolution des cours de change, de 0,5 % par rapport à 2013. Cette stagnation est récente, jusque-là l'APD était en augmentation régulière. Les allègements de dette ont fortement baissé entre 2013 et 2014, masquant la progression des autres dons. L'aide globale reste en augmentation de 66 % par rapport à l'année 2000.

### Classement des principaux États donateurs
L'OCDE publie chaque année les statistiques sur les montants de l'aide publique au développement.
En chiffres absolus, le premier pays donateur en 2014 était les États-Unis avec 32,7 milliards de dollars, soit 0,19 % de leur Revenu national brut (RNB), devant le Royaume-Uni (19,3 Mds, 0,71 %), l'Allemagne (16,2 Mds, 0,41 %), la France (10,4 Mds, 0,36 %) et le Japon (9,2 Mds, 0,19 %).
Comme on le voit, si l'on calcule l'aide publique au développement en pourcentage du revenu national brut de chaque État (de manière à tenir compte de la somme des richesses produites en un an dans l'État), la situation est fort différente, et l'aide publique au développement des États-Unis (0,19 %) se révèle une des plus faibles de tous les pays membres de l'OCDE, loin derrière la moyenne des autres pays (0,46 %). La Suède et le Luxembourg sont en 2014 les premiers donateurs avec plus de 1 % de leur Revenu national brut.
Cependant l'aide publique au développement est loin d'être le seul flux d'aide. Les flux d'aides privées, en particulier des fondations, sont aussi à prendre en compte dans l'aide fournie, ils peuvent être supérieurs à l'aide publique. En 2006, les États-Unis sont au 21e rang si l'on calcule leur aide publique en pourcentage de leur revenu national. Toutefois, si on allie l'aide publique à celle du secteur privé, les États-Unis se classent alors au 6e rang.

### Aide publique au développement de la France
L'aide publique au développement (APD) française a dépassé pour la première fois le seuil des 10 milliards d’euros en 2017. Elle a progressé de plus de 50% entre 2017 et 2022. Le montant des dons de l'APD française s'est établi à :
- 10,3 milliards d’euros en 2018 (0,43% du revenu national brut ou RNB) ;
- 10,9 milliards d’euros en 2019 (0,44% du RNB) ;
- 12,4 milliards d’euros en 2020 (0,53% du RNB)
- 13,1 milliards d’euros en 2021 (0,51 % du RNB)
- 15,1 milliards d’euros en 2022 (0,56 % du RNB)

En 2023, la France est le 5e plus grand donateur de l’aide publique au développement mondiale et a donné 13,9 milliards d’euros (0,48% de son RNB) à l'aide publique au développement en 2023.
L’aide publique au développement de la France peut prendre plusieurs formes en termes d'instruments financiers. Les principaux canaux de financement sont les dons (87,5%), les prêts (12%), les prises de participation (0,5%) et les allègements de dette.
Des partis politiques d'extrême droite, comme le Rassemblement national et Reconquête, affirment que l'aide au développement est un « gouffre financier » pour l'Etat français et proposent de supprimer ces aides. Julie Martinez, directrice générale du think tank France Positive, s'oppose à cette idée et explique que cela affaiblirait la diplomatie française.

### Répartition
L'agriculture ne représente que 5 % de l'aide publique au développement, loin derrière les dispensaires, les écoles ou les routes.

## Efficacité

### Détournement
Il est souvent fait référence au fait que l'aide publique au développement serait largement détournée, notamment dans les pays dans le système français de la Françafrique, au profit de l'enrichissement personnel des dictateurs-présidents ou en étant affectée au service de la dette. Pour cette raison, certains militent pour l'annulation de la dette des pays en voie de développement, qu'ils considèrent comme étant une dette odieuse pour l'essentiel.
Toutefois, les flux de l'APD sont étroitement contrôlés. Les diverses enquêtes menées situent le niveau des pertes de l'APD liées à la fraude et à la corruption entre 0,03% et 1,4%. La France a mis en place une commission d'évaluation, placée sous l'autorité de la Cour des comptes.

### Remarques
Il est difficile d'évaluer exactement l'effet de l'aide publique au développement sur l'amélioration de la situation dans les pays aidés. Les pays les moins avancés (PMA) ne disposent souvent pas des instruments statistiques permettant d'obtenir des indicateurs satisfaisants. Certains spécialistes[Qui ?] remettent en cause l'aide publique au développement sous sa forme actuelle.[Interprétation personnelle ?]

### Selon l'ONU
Les Nations unies estiment que le montant de l'APD devrait doubler afin de remplir les huit Objectifs du millénaire pour le développement. Les pays développés devraient consacrer 0,7 % de leur revenu national brut à l'aide publique au développement. Seuls quelques pays de l'Europe du Nord (le Danemark, le Luxembourg, la Norvège, les Pays-Bas et la Suède) suivent actuellement cette recommandation.

### Selon les ONG
Les organisations non gouvernementales (ONG) insistent sur l'importance de l'aide publique au développement et militent pour le respect des recommandations onusiennes. Elles soulignent toutefois qu'une partie importante de cette aide n'a pas de portée effective : les annulations de dette, par exemple, gonflent les chiffres de l'APD de sommes qui de toute manière n'auraient jamais été remboursées par les pays débiteurs. Cette affirmation cependant n'est pas toujours vraie. Ainsi, les cours des matières premières peuvent augmenter rapidement, et améliorer les revenus d'un État aidé; de même, un remboursement n'est pas forcément une somme en devises.

### Selon Peter Thomas Bauer
L'économiste hongrois Peter Thomas Bauer a également été un critique ardent du principe de l'aide publique au développement. À l'inverse, il a été l'un des premiers à souligner l'importance de la propriété privée et du règne du droit pour le développement économique. Il soulignait en particulier qu'il était abusif d'appeler aide au développement les flux de capitaux transférés du Nord vers le Sud à ce titre, alors qu'il s'agit selon lui d'une entrave au développement qui tend à maintenir les pays sous-développés dans leur condition.

### Selon William Easterly
William Easterly, professeur à l'Université de New York et ancien collaborateur de la Banque mondiale, estime que la plus grande partie des aides apportées depuis cinquante ans ont été inefficaces. L'une des raisons serait le manque de contrôle sur les personnes chargées de gérer cette aide.

## Alternatives

### La promotion des microcrédits
À l'aide publique au développement, traditionnellement gérée au travers de grands programmes pilotés par des institutions internationales telles que la Banque mondiale, on peut opposer des systèmes relevant de l'initiative locale tels que le microcrédit mis au point par Muhammad Yunus. Ils reposent non sur l'assistance gratuite mais sur l'échange, les montants prêtés devant être remboursés.

## Les politiques d'aides publiques au développement par État

### La France, 4ebailleur mondial d'aide publique au développement
Opérateur pivot du dispositif français d’aide publique au développement, l’Agence française de développement intervient sur les cinq continents pour la réduction de la pauvreté, le financement de la croissance économique et la protection des biens publics mondiaux. Elle inscrit ses actions dans le cadre des objectifs du millénaire pour le développement (OMD), notamment en Afrique qui reçoit plus de 50 % de ses financements. L’appui à la croissance économique et au développement est un axe majeur d’intervention de l’AFD.
Par ailleurs, l’AFD prend en compte les défis communs qui concernent désormais autant les pays du Sud que les pays du Nord : préservation des ressources naturelles, protection de l’environnement, maîtrise des épidémies, stabilité politique et financière.
L’AFD s’attache aussi à soutenir l’intégration de l’Outre-mer dans de vastes ensembles régionaux, facteur essentiel pour une croissance durable. L’AFD soutient l’ouverture de ces territoires à leur environnement direct et encourage la coopération régionale.
Depuis quelques années, des accords de gestion concertée des flux migratoires et de codéveloppement ont conditionné l'aide au développement à la prise de mesures par les États du Sud visant à restreindre l'émigration. Le lien entre gestion des flux migratoires et codéveloppement a ainsi été dénoncé par la Cimade, qui affirmait, en 2008, dans son analyse du rapport de la Commission Mazeaud sur le cadre constitutionnel de la nouvelle politique d'immigration, que: « Le développement est un droit reconnu par les Nations-Unies et ne saurait faire l'objet de conditionnalité quelle qu'elle soit. Conditionner l'aide publique au développement au contrôle des flux migratoires constitue un chantage d'autant plus inacceptable que certaines politiques économiques et commerciales européennes sont loin d'être neutres sur les phénomènes migratoires. »
La France est le 4e plus grand donateur de l’aide publique au développement mondiale et a consacré 15,3 Mds d’euros (0,56% du RNB) à l’APD en 2022.
L’APD française a dépassé pour la première fois le seuil des 10 milliards d’euros en 2017, pour s’établir à :
- 10,3 milliards d’euros en 2018 (0,43% du revenu national brut ou RNB) ;
- 10,9 milliards d’euros en 2019 (0,44% du RNB) ;
- 12,4 milliards d’euros en 2020 (0,53% du RNB) ;
- 13,1 milliards d’euros en 2021 (0,51 % du RNB) ;
- 15,3 milliards d’euros en 2022 (0,56 % du RNB).

L’APD française est majoritairement constituée de dons, qui représentaient 77,9 % des financements bilatéraux et multilatéraux en 2021 (10,2 milliards d’euros).
Pour l'année 2021, près de 64 % des montants versés en APD par la France (10,6 milliards d’euros) étaient destinés aux 5 axes prioritaires de la politique de développement :
- climat et environnement (4,5 milliards d’euros) ;
- égalité femmes-homme (3,8 milliards d’euros) ;
- éducation (1,3 milliard d’euros) ;
- santé (947 millions d’euros) ;
- fragilités (101 millions d’euros).

L’Afrique concentrait 36 % de l’APD bilatérale française en 2021 (2,9 milliards d’euros), dont plus de 70% (2 milliards d’euros) sont destinés à l’Afrique subsaharienne.
Les pays africains sont également les principaux bénéficiaires des dons d’APD française : le Sénégal, le Burkina Faso et le Niger, qui font partie de la liste des pays prioritaires de la politique de développement de la France, figuraient parmi les 10 premiers bénéficiaires de dons de 2021.
Les 19 pays prioritaires de la politique de développement de la France ont bénéficié en 2021 d’environ 1 milliard d’euros d’APD française : le premier bénéficiaire était le Sénégal (177 millions d’euros), suivi du Mali (107 millions d’euros), du Burkina Faso (100 millions d’euros) et du Niger (92,4 millions d’euros).

## Déclaration de Paris sur l'efficacité de l'aide au développement
La Déclaration de Paris comprend cinq principes autour desquels sont articulés les engagements pris conjointement par les donateurs et les pays partenaires en matière d’efficacité de l’aide :
1. Appropriation : Les pays partenaires exercent une réelle maîtrise sur leurs politiques et stratégies de développement et assurent la coordination de l’action à l’appui du développement.
2. Alignement : Les donneurs font reposer l’ensemble de leur soutien sur les stratégies nationales de développement, les institutions et les procédures des pays partenaires. Dans la continuité du principe d’appropriation, l’alignement demande que les pays bénéficiaires soient les véritables acteurs de leur développement.
3. Harmonisation : Les actions des donneurs sont mieux harmonisées et plus transparentes, et permettent une plus grande efficacité collective. Il s’agit de réduire la complexité des procédures d’octroi et de gestion de l’APD.
4. Gestion axée sur les résultats : Les ressources sont gérées et le processus de décision amélioré en vue d’obtenir des résultats.
5. Responsabilité mutuelle : Les donneurs et les pays partenaires sont responsables des résultats obtenus en matière de développement. Ce principe entend concrétiser un lien réel de partenariat entre les bailleurs de fonds et les pays bénéficiaires.

Dans le cadre de ses principes, la Déclaration de Paris prévoit dans son paragraphe 38 que les pays partenaires s’engagent à « progresser dans la mise en place d’institutions et de structures de gouvernance propres à assurer une bonne gestion des affaires publiques et à garantir à leur population protection sécurité et accès équitable aux services sociaux de base ».
- La Déclaration de Paris sur l'efficacité de l'aide, 2005
- "Gouvernance pour le développement", Ministère des Affaires étrangères - Direction de la Coopération au Développement, Grand-Duché de Luxembourg, 2009